# Риддер, Мария
Сестра Бландина, в миру Мария Риддер (4 мая 1871, Анреппен — 22 октября 1916, Кёльн) — немецкая католическая монахиня, медсестра, одна из первых жертв рукотворных ионизирующих излучений.
В 1889 году Мария Риддер вступила в католическую монашескую обитель августинского ордена в Кёльне и приняла имя Бландина. С 1898 года Бландина служила медсестрой в рентгеновском кабинете профессора Бернарда Барденгейера. К тому моменту защита от канцерогенного действия рентгеновских лучей не использовалась. Для ограничения мощности излучения Бландина ставила руку на экран прибора, для успокоения пациентов-детей держала их во время процедуры. Через полгода работы с рентгеновской установкой у неё появились первые признаки рака кожи на пальцах руки. Пальцы пришлось удалить, а вскоре ампутировали и всю руку. В 1915 году начались проблемы с дыханием, рентген грудной клетки выявил обширную опухоль. На спине и груди образовались обширные, незаживающие раны. Смерть от рака наступила 22 октября 1916 года после нескольких месяцев мучений.